# Pultenaea ferruginea
Pultenaea ferruginea là một loài thực vật có hoa trong họ Đậu. Loài này được Rudge miêu tả khoa học đầu tiên.